# Patrick Friesacher
Patrick Friesacher (Wolfsberg, Carintia, Austria, 26 de septiembre de 1980) es un expiloto de Fórmula 1 austriaco, que perteneció a la escudería Minardi.
Nacido en Wolfsberg, Friesacher se inició en los karts a temprana edad. En 1998, comenzó a participar en la serie francesa Fórmula Renault Campus, obteniendo el tercer puesto del campeonato en su primera temporada. Al año siguiente, pasó a la Fórmula 3 Francesa Clase B, como etapa previa a su partida en el 2000 hacia el Campeonato de Alemania de Fórmula 3.
En el 2001, Friesacher pasó a la Fórmula 3000, donde logró finalizar tres veces entre los 6 primeros conduciendo para el equipo Red Bull Junior. Durante 2002 y 2003, permaneció en la misma escudería, llegando a obtener una victoria en Hungaroring. En los últimos meses de ese año, el austríaco se unió a la escudería Super Nova, y en 2004 volvió a ganar una carrera (nuevamente en Hungría), aunque esta vez manejando para el equipo Coloni.
En noviembre de 2004, Friesacher realizó una serie de pruebas para Minardi en el circuito Misano Adriático en Italia, causando una muy buena impresión al patrón del equipo Paul Stoddart. El 14 de febrero de 2005, firmó un contrato de un año con Minardi, convirtiéndose así en compañero de equipo de Christijan Albers, quien alguna vez compitió con él en Fórmula 3000.
A mediados de la temporada 2005 fue reemplazado en el equipo Minardi por Robert Doornbos por problemas con el patrocinio. En 2006 participó en la A1GP con el equipo de Austria.

## Resultados

### Fórmula 1
(Clave) (negrita indica pole position) (cursiva indica vuelta rápida)

| Año  | Escudería       | 1      | 2       | 3      | 4       | 5       | 6       | 7      | 8       | 9     | 10      | 11     | 12  | 13  | 14  | 15  | 16  | 17  | 18  | 19  | Pos. | Puntos |
| ---- | --------------- | ------ | ------- | ------ | ------- | ------- | ------- | ------ | ------- | ----- | ------- | ------ | --- | --- | --- | --- | --- | --- | --- | --- | ---- | ------ |
| 2005 | Minardi F1 Team | AUS 17 | MYS Ret | BHR 12 | SMR Ret | ESP Ret | MON Ret | EUR 18 | CAN Ret | USA 6 | FRA Ret | GBR 19 | GER | HUN | TUR | ITA | BEL | BRA | JPN | CHN | 21.º | 3      |